# P・G・T・ボーリガード
ピエール・グスターヴ・トゥータン・ボーリガード（英:Pierre Gustave Toutant Beauregard、1818年5月28日 - 1893年2月20日）は、アメリカ合衆国のルイジアナ州生まれで南北戦争では南軍の将軍である。「灰色のナポレオン」として知られ、著作家、公務員、政治家および発明家でもある。
ボーリガードは南軍結成当初から傑出した将軍であった。1861年4月12日のサムター要塞の戦いではチャールストン防衛軍を指揮し、3ヶ月後にバージニア州マナサスの近くで行われた第一次ブルランの戦いでは勝者となった。
西部戦線では、テネシー州におけるシャイローの戦いやミシシッピ州北部でのコリンスの包囲戦を含み南軍を指揮した。疑いもなく偉大な功績は1864年6月に圧倒的に優勢な北軍の攻撃からピーターズバーグ市を、さらにその結果としてアメリカ連合国の首都リッチモンド市を救ったことである。しかし、南軍の戦略におけるボーリガードの影響力は、大統領のジェファーソン・デイヴィスおよび他の上級将軍や役人との関係悪化により低下した。今日、通常はP・G・T・ボーリガードと称されるが、戦争中はファーストネームを滅多に使うことはなく、書簡には「G・T・ボーリガード」と署名した。

## 初期の経歴
ボーリガードはニューオーリンズ郊外のセントバーナード郡にある「コントレラス」プランテーションで、白人クレオールの家庭に生まれた。ニューオーリンズの学校に通い、その後ニューヨーク市の「フランス語学校」に行った。ニューヨーク州ウェストポイントの陸軍士官学校で訓練を受けた。この時の教官ロバート・アンダーソンは南北戦争が始まったときのサムター要塞指揮官であった。皮肉なことにアンダーソンはサムター要塞でボーリガードに降伏することになった。ボーリガードの姓は元々トゥータン-ボーリガード(フランス語読みではトゥータン＝ボーリガール)であったが、自分でハイフンを落としてトゥータンを第2のミドルネームとして扱い、級友に合わせた。またその頃からファーストネームも滅多に使うことがなく、G・T・ボーリガードを好んだ。1838年に同期では2位の成績で卒業し、砲兵としても工兵としても成績優秀だった。軍隊での友人の多くに使われたニックネームは「小さなクレオール」であった（他にも「ボリー」、「小さなフランス人」、「フェリックス」および「小さなナポレオン」があった）。
米墨戦争のとき、ウィンフィールド・スコット将軍の下で工兵として従軍した。コントレラスの戦いとチュルブスコの戦いで名誉大尉となり、さらに肩と太腿を負傷したチャプルテペクの戦いで少佐に昇進した。
1841年、プラークミンズ郡の砂糖農園主ジュール・ビレーレの娘、マリー・ロール・ビレーレと結婚した。マリーはルイジアナ州の第2代知事ジャック・ビレールの父系の孫娘であった。夫妻には3人の子供、ルネ、アンリ、およびローレが生まれた。マリーは1850年に死んだ。10年後に、セントジェームズ郡出身の砂糖農園主アンドレ・デスロンドの娘、キャロライン・デスロンドと再婚した。キャロラインはルイジアナ州選出のアメリカ合衆国上院議員で後にアメリカ連合国外交官となったジョン・スライデルの義妹でもあった。
生まれ故郷の町で短期間政界に入り、1858年のニューオーリンズ市長選挙では僅差で敗れた。1858年から1861年までニューオーリンズの排水路を担当する主任技師になり、そこで連邦税関庁舎の建設を指導した。その後ウェストポイントに戻って教官を務め、1861年1月には士官学校の校長になったが、ルイジアナ州がアメリカ合衆国から脱退したので、わずか5日間で辞任した。

## 南北戦争
ボーリガードは1861年3月に准将として南軍に入ったが、7月21日には昇進して結果的に8人の南軍大将の一人になった。昇任の日付によって5番目の順位となった。当時南部にとっては最重要都市の一つであったニューオーリンズを防衛するために強力な軍隊の駐屯を推薦したが、デイヴィス大統領によって却下された。この時からボーリガードとデイヴィスとの間の摩擦が始まり、年を追うごとに激しくなっていった。
アメリカ連合国政府からボーリガードに与えられた最終的な任務はチャールストンの部隊を指揮することだった。多くの時間が過ぎ去り、アメリカ連合国からリンカーンに宛てて南部の大地から北軍を撤退させるように何度も要求が行われた後で、北軍が支配しているサムター要塞に砲撃が開始された。これが南北戦争の始まりだったが、この交戦では一人も殺されなかった。ボーリガードとバージニアのジョセフ・ジョンストン将軍は南軍を率いて第一次ブルランの戦い（第一次マナサスの戦い）で勝利を収め、ボーリガードにとっては陸軍士官学校の同期生の一人であるアービン・マクドウェル少将を破った。この戦闘中に戦術として偽物の大砲を採用し、その後の戦闘でも使うことになった。
ブルランの後で、アメリカ合衆国の旗との見た目の混乱を避けるために、アメリカ連合国の国旗「スターズ・アンド・バーズ」の代わりに標準化された戦闘旗を使うことを提唱した。ジョンストンやウィリアム・ポーチャー・マイルズと共に、南軍戦闘旗の考案と制作に関わった。その経歴を通じてこの旗の使用法を体系づけるために働き、南軍の最も人気の有る象徴にすることに貢献した。
ボーリガードはテネシー州に派遣され、アルバート・ジョンストン将軍が戦死したシャイローの戦いで南軍の指揮を執った。初日、1862年4月6日の戦闘はうまく行ったが、北軍が既に敗れたと見なして時期尚早に攻撃を止めさせてしまった。2日目、北軍のユリシーズ・グラント将軍が援兵を受けて反撃に出た後で、ボーリガードは後退を強いられた。後にコリンスの包囲戦でも、北軍のヘンリー・ハレック少将の部隊によって、南軍の補給基地からの撤退を余儀なくされた。その後南軍の指揮はアラバマ州出身のブラクストン・ブラッグ将軍に取って代わられた。これには、南部連合の大統領デイヴィスとの折り合いが悪く、逆にブラッグがデイヴィスのお気に入りであったことも関連している。
ボーリガードはその後、ジョージア州とサウスカロライナ州の海岸地帯の防衛軍指揮に回された。1862年から1864年に掛けて、北軍が繰り返しチャールストンを襲ったが、これをうまく防衛できた。1864年、リッチモンドを守るロバート・E・リー将軍を支援した。ドルーリーズブラフ近くで行われたバミューダ・ハンドレッド方面作戦で北軍のベンジャミン・バトラー少将の部隊を破った。この勝利に続いてピーターズバーグの絶望的な防衛に就いた第二次ピーターズバーグの戦いと呼ばれる戦闘では、わずか2,200名の部隊で16,000名の北軍による攻撃を跳ね返した。ここでバミューダ・ハンドレッドの防衛線から撤退し、ピーターズバーグの援軍に回るという賭に出た。バトラーはこの開いた穴には付け込まないだろうと考えていた。この賭が成功し、リー軍が到着するまでの間、ピーターズバーグを持ち堪えた。
このバトラーに対する勝利で自信を得たボーリガードは、リーとデイヴィスに対し、ボーリガードが指揮して北部への大規模な侵攻を行い、グラントとバトラーを破って戦争を終わらせるという提案をした。その提案が容れられる代わりに、恐らくはバージニアにおけるリーをイライラさせる者としてのボーリガードを排除するために、ボーリガードは西部の南軍指揮官に指名された。西部の南軍はすべて他の地域（テネシー州、アラバマ州およびミシシッピ州）で展開していたために、ボーリガードには十分な戦力が無く、優勢な北軍のウィリアム・シャーマン少将が海への進軍を行うのを止められなかった。ボーリガードとジョセフ・ジョンストン将軍は1865年4月に、ノースカロライナ州ダーラム近くで、シャーマン少将に降伏した。

## 戦後の生活

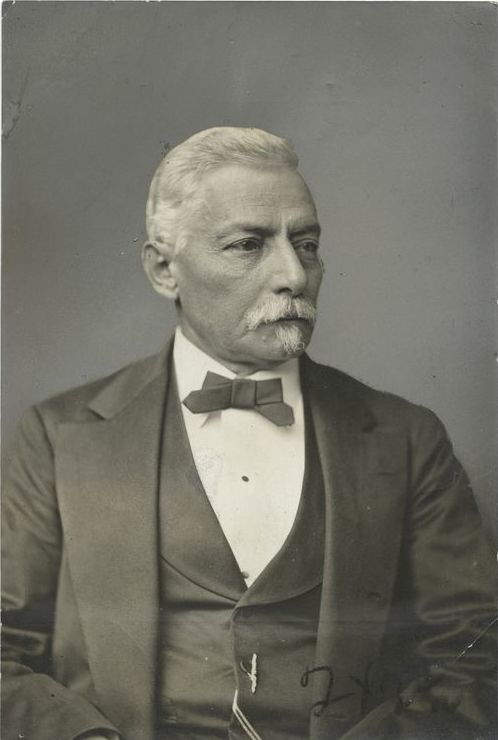
晩年のボーリガード

戦後、ボーリガードは解放されたばかりの元奴隷の公民権と選挙権を擁護する発言をした。ボーリガードは民主党員であり、レコンストラクションの間の共和党支配を終わらせるために働いた。
ボーリガードは『兵法の原則と原理』（1863年）、『チャールストン防衛の報告書』および『マナサス方面作戦と戦闘に関する注釈』(1891年）といった軍事関係書を著した。『南北戦争におけるボーリガード将軍の軍事活動』(1884年）の共著者と言われているが確かではない。1884年11月の『センチュリー・イラストレイテッド・マンスリー・マガジン』に『ブルランの戦い』を寄稿した。これらの期間に、ボーリガードとデイヴィスは、南軍の敗北について互いを激しく告発し、また過去に遡って非難する反論を繰り返し出版した。
ボーリガード将軍はルーマニア軍（1866年）とエジプト軍（1869年）の指揮官の申し出を辞退した。その代わりに鉄道の敷設促進について、会社役員と顧問技師の両方の立場から関わるようになった。1865年から1870年まで、ニューオーリンズ・ジャクソン&ミシシッピ鉄道の社長を務め、1866年から1876年は、ニューオーリンズ&キャロルトンストリート鉄道の社長を務めた。この時に送電線による市街電車の仕組みを発明した。1869年7月2日に彼はニューオーリンズで自ら発明した頭上の循環するロープを掴んだり離したりすることで推進するケーブルカーの運行を実演した。彼は1869年11月30日に特許を取得した。
ボーリガードはルイジアナ州政府でも勤め、最初は民兵（後に州兵）長官として、後にルイジアナ宝くじの支配人となったが、この宝くじはあまり成功しなかった。個人的には正直と考えられていたが、宝くじの不正行為を正そうとして失敗した。恐らくは、ニューオーリンズの第一長老派教会の牧師を長く務め、道徳的見地から宝くじを批判する指導者ベンジャミン・M・パーマーがこの計画を潰すために動いた。

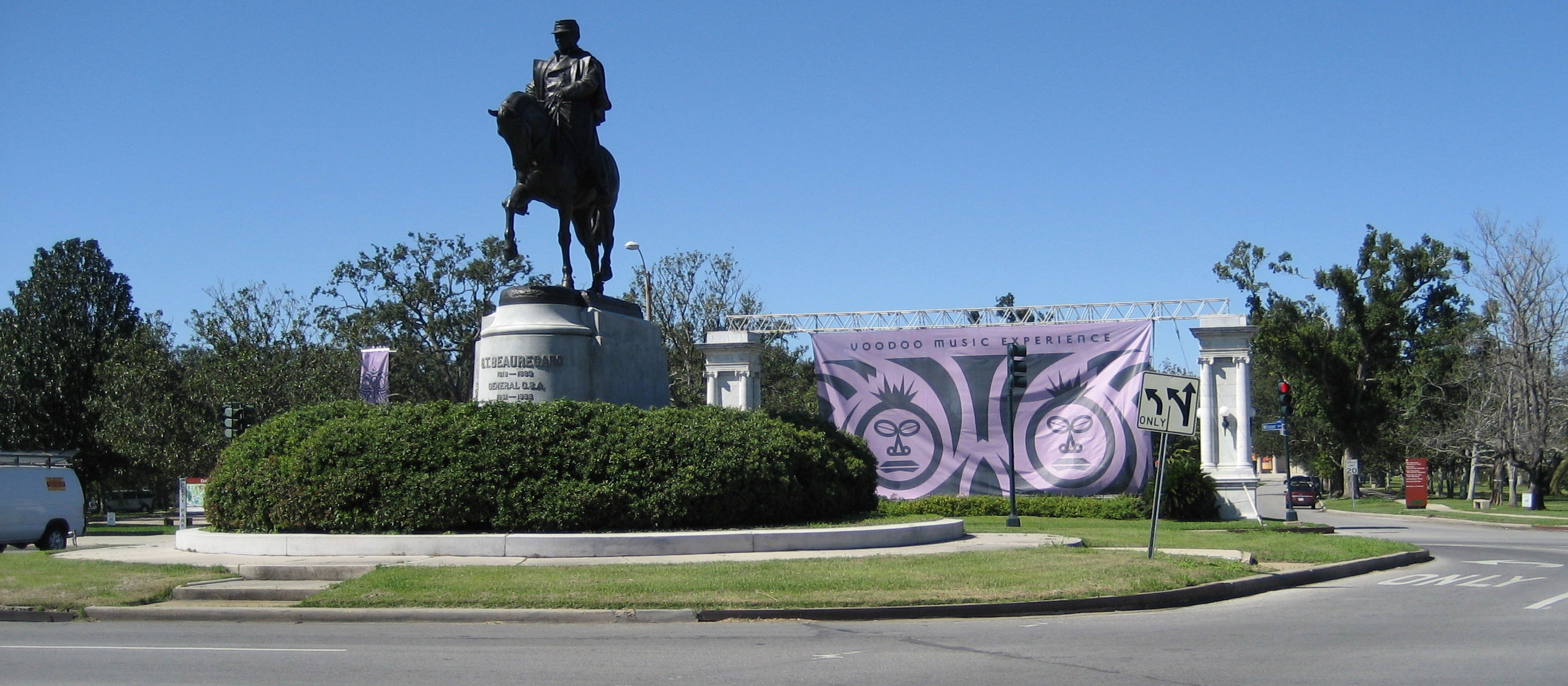
ボーリガードの騎馬像

1888年、ボーリガードはニューオーリンズの公共事業検査官に選出された。
ボーリガードは1893年2月20日に、ニューオーリンズで死に、そこの歴史有るマテイリー墓地にあるテネシー軍の墓に埋葬されている。ルイジアナ州西部のボーリガード郡および、ルイジアナ州中部パインビル近くの州兵キャンプ、キャンプ・ボーリガードは彼に因んで名付けられた。
アレクサンダー・ドイル制作になるボーリガードの騎馬像が、ニューオーリンズのボーリガード広場と呼ばれる市民公園にエスプラネード・アベニューが入る交差点に据えられている。